# Городня (приток Дрезны)
Городня — река в Тверской области России, правый приток Дрезны.
Длина — 45 км, площадь водосборного бассейна — 248 км². Исток — в 2,5 км к юго-востоку от одноимённой деревни Бежецкого района. Впадает в Дрезну в 1,2 км от её устья, севернее деревни Новое, относящейся к сельскому поселению Киверичи.

## Населённые пункты на реке
Деревни — Большуха, Чернеево, Корино, Горка Урицкого, Ильинка, Поречье, Городня, Кукино, Сивцево, Матвейково, Петроково, Знаменка, Старово; сёла — Киверичи, Ивановское, Андреевское.

## Данные водного реестра
В государственном водном реестре России относится к Верхневолжскому бассейновому округу. Речной бассейн реки — (Верхняя) Волга до Куйбышевского водохранилища (без бассейна Оки), речной подбассейн — бассейны притоков (Верхней) Волги до Рыбинского водохранилища, водохозяйственный участок реки — Волга от Иваньковского гидроузла до Угличского гидроузла (Угличское водохранилище).
Код объекта в государственном водном реестре — 08010100812110000003837.